# 刘长松
刘长松（1966年—），安徽岳西人，中国科学院固体物理研究所研究员。

## 生平
1988年毕业于安徽师范大学物理系，1996年于中国科学院固体物理研究所硕士学位，同年留所工作。2000年于中国科学院固体物理研究所博士学位。2014年9月任中国科学院固体物理研究所副所长，2015年任中国科学院材料物理重点实验室主任。

## 学术贡献
主要从事聚变堆关键核材料（壁材料与结构材料）的辐照效应理论模拟、功能材料的缺陷性质以及液态与软物质的结构与性质研究。主持科技部国家磁约束核聚变能发展研究专项项目、国家自然科学基金委重大研究计划课题、国家自然科学基金重点项目等多项，在PNAS、Phys. Rev. Lett.等刊物发表论文200余篇。研究成果曾获安徽省自然科学二等奖、教育部自然科学二等奖。2019年获第十届安徽青年科技奖。